# 呼び出し先生タナカ
『呼び出し先生タナカ』（よびだしせんせいタナカ）は、フジテレビ系列で2022年からレギュラー放送されているクイズバラエティ番組および田中卓志（アンガールズ）の冠番組である。
放送時間は2022年4月24日から2023年3月19日まで毎週日曜日 21:00 - 21:54（JST）、2023年4月17日からは毎週月曜日 20:00 - 21:00（JST）に放送されている。

## 概要
「タナカ先生」こと田中卓志（アンガールズ）が様々な生徒（ゲスト）を呼び出して一斉テストを行う、“勉強”と“笑い”を融合したクイズ番組。
日曜時代は放送実績が少なく、放送が月に一回となる場合も多くあった。
2023年8月1日に番組公式YouTubeチャンネルを開設。生徒役の出演者の裏側にスポットを当てた動画を随時更新するほか、それ以前にフジテレビ公式YouTubeチャンネル内で公開されていた番組動画はこちらに移された。

## 番組内容

### 番組開始～2024年3月
とにかく舐められがちな芸能人に対して「芸能人はバカじゃない!」と証明すべくテストを行い、珍回答は「シェア（発表）」して反省してもらう。最終的に点数の順位をつけ、総合最下位となった生徒は「呼び出しクン」として放課後にタナカ先生から呼び出され、珍回答を掘り起こした説教をされてしまう。
収録1週間前に生徒たちにテストを実施。基本的に主要5教科（国語・数学・理科・社会・英語）からいくつかの教科のテストが実施される。また、同様に事前収録もしくは当日に美術・体育・家庭科（調理）・音楽（歌唱）の副教科から1教科か2教科の実技が行われる。また、主要教科においても筆記テストに加え実技課題が課せられる他、副教科1教科のみの場合は筆記テストも行われる。
問題レベルは原則として義務教育レベルだが、高学歴・好成績の生徒を集め、問題の難易度も上げられた「特進科」の回も行われる。この回では通常回の低成績者による「おば科」の面々も見学し、参考として解答もするが、最終順位には加わらない。
各教科の問題ごとに解答を発表し珍解答に対してのツッコミを行いつつ、合計得点を発表する。副教科や実技課題は専門家によって採点を行う。最後に総合得点を上位から順に発表し、本日の「呼び出しクン（最下位）」が発表される。

#### 呼び出しクンお説教の時間
最下位となった生徒はタナカ先生に呼び出され、彼が運転するバイクに乗り、家や帰郷のための空港、次の仕事現場に向かう中（という設定の合成）でその日の珍回答や他の生徒への態度に対するダメ出しをされ、さらに前方から吹き付ける突風と物（花吹雪、粉雪、新聞紙やトイレットペーパーといったゴミなど）、雨や雷雨（電気ショック）をタナカ先生と共に喰らう罰を受ける。

#### 停学
第7回で新設されたルール。成績不良の生徒に対しタナカ先生が「停学処分」を下す。停学処分を受けた生徒は数か月間本放送に出演することができない。
当初は村重杏奈の3回連続最下位を受け「4回連続最下位になったら停学」というルールで実施。また、成績不良者は何人でも停学の可能性がある「停学SP」では「科目平均点が20点未満の場合停学」や「成績最下位は無条件で停学・1科目でも赤点（20点以下）の場合も停学」というルールで行われる。その代わり「大逆転ホームランチャンス」として科目で赤点を取った生徒に対し問題を出題し、クリアできれば停学回避や停学期間の短縮が行われるチャンスもある。

#### その他のコーナー
まだまだあった!激ヤバ解答 タナカ先生の補習授業
（日曜時代はスペシャル回放送時に）一部地域で放送。本編で登場しなかった珍回答をピックアップする。
タナカ先生の進路相談室
TVerおよびフジテレビ公式YouTubeチャンネルで配信される限定動画。タナカ先生が放課後に生徒を1人呼び出し、他の生徒との交友関係や今後の進路（芸能生活の展望や将来の目標）について聞き出し指導する。
QuizKnock VS 激ヤバ解答
総集編を兼ねた企画。QuizKnockメンバーが過去のテストであった珍回答が何なのかを推理して解答し当てられるかに挑戦。正解数に応じて視聴者プレゼントの人数がアップする。進行は倉田大誠アナが担当。

### 2024年4月～9月
2024年4月以降、2チームによる団体戦が行われるようになった。趣向を凝らしたクイズ対決を3ステージ行い、総合得点の低かった敗者チームからタナカ先生に指名された1名が「呼び出しクン」となる。
駅伝クイズ
アンカーが問題を決め、解答者は1周してから問題に答える。正解すれば、次の走者に回り、前の解答者が残った問題を決められる。但し、間違えた場合は更に1周することになる。解答権は3回まで。チーム全員で挑み、タイムを競う。
スマホ検索能力テスト
第50回から登場。モニターに出題された画像をスマホで検索し、地名・名前を正しく解答する。

### 2024年9月～
スタジオセットが変更され、高学歴芸能人による個人戦となり、最下位ではなく1位を争う形式となり、「呼び出しクン」へのお説教は廃止された。
級別漢字　書取りサバイバルテスト
日本漢字能力検定8級から1級まで順番に出題され、間違えた時点で脱落となる。
早押しバトル
上位3名が「時事問題」や「ニュース映像」などに関する早押し問題を行い、3点先取で優勝となる。間違えた場合、お手つきとなる。

## 出演者
担任（MC）
タナカ先生：田中卓志（アンガールズ）
副担任
ハセガワ先生：長谷川忍（シソンヌ）
主な生徒
ゲスト生徒を含めスペシャルでは10 - 15人、通常回では8 - 10人が出席。基本は毎回入れ替わりだが連続で出演する生徒もいる。
- あの
- 猪狩蒼弥（KEY TO LIT）
- えなこ
- 大倉士門
- 岡田紗佳
- 草薙航基（宮下草薙）
- こうちゃん
- 小宮璃央
- 島太星（NORD）
- 辰巳琢郎
- 辰巳雄大（ふぉ〜ゆ〜）
- 千葉恵里（AKB48）
- でか美ちゃん
- なえなの
- 馬場典子
- ふかわりょう
- 福岡みなみ
- 松井ケムリ（令和ロマン）
- 村重杏奈（知りたがリスト。疑問を知るためロケを行い、スタジオでクイズの出題・正解の判定を担当。）
- 森日菜美
- やす子
- ゆうちゃみ
- 横川尚隆
- 渡辺満里奈

ほか多数

## 番組内ユニット

### 小中大
2022年8月14日放送回の国語の時間に漢字の書き取り問題で「松竹梅（しょうちくばい）」と出されたのを島が「小中大」と書いて不正解となり、「次の部首を使っている漢字を三つ書きなさい（くにがまえ）」が出題された際に、珍回答となって不正解となった二つの答えの後に、横川が書いた「国」、次に小宮が書いた「国」、最後に島が書いた「因」が横川と小宮は答えが思い浮かばずに適当に書いたことと、島がくにがまえの中に小・中・大を入れて回答したことによって「諦めたら正解」だったというミラクルを起こしたことから、かつて『クイズ!ヘキサゴンII』で「羞恥心」として活動していたつるの剛士が「3人揃って羞恥心と同じく小中大というチームを組めばいいんじゃないか」という提案をし、タナカ先生もその提案に乗り気であったことによって結成された。
その後、タナカが作詞した「諦めて正解」を披露。9月4日放送回よりエンディングテーマとして起用。10月2日放送回ではロングバージョンとしてパフォーマンスされ、放送終了後にはフルバージョンのパフォーマンスがYouTubeで公開された。
2023年5月8日放送回では好評につき2曲目「ワンチャン100点ネバーギブアップ」が披露された。
メンバー
横川尚隆
小担当。メンバーカラーは白。
島太星
中担当。メンバーカラーは青。
小宮璃央
大担当。メンバーカラーは赤。

### 東京湾岸がーるず
2023年7月3日放送回（音楽スペシャル）にて、歌唱力テストでワースト4となった村重杏奈、森日菜美、えなこ、なえなのの4人による新ユニットの結成が発表。番組のコンセプトである「できない子に頑張ってもらい成長を見てもらう」としてあえて下位の4人が選ばれた。
その後、7月24日放送回にデビュー曲「はろー！NIPPON!!」とユニット名候補を発表。7月31日放送回にて曲披露およびタイアップとして同番組および『全力!脱力タイムズ』のエンディングテーマに起用されることが発表。8月8日開催（放送は8月14日）のお台場冒険王でのイベントによって観客によりユニット名「東京湾岸がーるず」が決定。8月2日に配信シングルとして『はろー！NIPPON!!』がリリースされ、11月8日には写真集『東京湾岸がーるず写真集「えもなむ」』もリリースされた。
2024年7月29日の放送回では2曲目「サマーナツサマー」が披露された。作詞は引き続き田中が担当。

## 関連書籍
扶桑社より、番組の公式問題集が発売されている。
- 呼び出し先生タナカ公式 おバカ克服ドリル 2023年11月13日発売 ISBN 9784594621292

## ネット局

### 日曜時代
| 放送対象地域   | 放送局                    | 系列           | 放送日時（JST）    | ネット状況 |
| -------------- | ------------------------- | -------------- | ------------------ | ---------- |
| 関東広域圏     | フジテレビ（CX）          | フジテレビ系列 | 日曜 21:00 - 21:54 | 【制作局】 |
| 北海道         | 北海道文化放送（uhb）     | フジテレビ系列 | 日曜 21:00 - 21:54 | 同時ネット |
| 岩手県         | 岩手めんこいテレビ（mit） | フジテレビ系列 | 日曜 21:00 - 21:54 | 同時ネット |
| 宮城県         | 仙台放送（OX）            | フジテレビ系列 | 日曜 21:00 - 21:54 | 同時ネット |
| 秋田県         | 秋田テレビ（AKT）         | フジテレビ系列 | 日曜 21:00 - 21:54 | 同時ネット |
| 山形県         | さくらんぼテレビ（SAY）   | フジテレビ系列 | 日曜 21:00 - 21:54 | 同時ネット |
| 福島県         | 福島テレビ（FTV）         | フジテレビ系列 | 日曜 21:00 - 21:54 | 同時ネット |
| 新潟県         | NST新潟総合テレビ（NST）  | フジテレビ系列 | 日曜 21:00 - 21:54 | 同時ネット |
| 長野県         | 長野放送（NBS）           | フジテレビ系列 | 日曜 21:00 - 21:54 | 同時ネット |
| 静岡県         | テレビ静岡（SUT）         | フジテレビ系列 | 日曜 21:00 - 21:54 | 同時ネット |
| 富山県         | 富山テレビ（BBT）         | フジテレビ系列 | 日曜 21:00 - 21:54 | 同時ネット |
| 石川県         | 石川テレビ（ITC）         | フジテレビ系列 | 日曜 21:00 - 21:54 | 同時ネット |
| 福井県         | 福井テレビ（FTB）         | フジテレビ系列 | 日曜 21:00 - 21:54 | 同時ネット |
| 中京広域圏     | 東海テレビ（THK）         | フジテレビ系列 | 日曜 21:00 - 21:54 | 同時ネット |
| 近畿広域圏     | 関西テレビ（KTV）         | フジテレビ系列 | 日曜 21:00 - 21:54 | 同時ネット |
| 島根県・鳥取県 | さんいん中央テレビ（TSK） | フジテレビ系列 | 日曜 21:00 - 21:54 | 同時ネット |
| 岡山県・香川県 | 岡山放送（OHK）           | フジテレビ系列 | 日曜 21:00 - 21:54 | 同時ネット |
| 広島県         | テレビ新広島（tss）       | フジテレビ系列 | 日曜 21:00 - 21:54 | 同時ネット |
| 愛媛県         | テレビ愛媛（EBC）         | フジテレビ系列 | 日曜 21:00 - 21:54 | 同時ネット |
| 高知県         | 高知さんさんテレビ（KSS） | フジテレビ系列 | 日曜 21:00 - 21:54 | 同時ネット |
| 福岡県         | テレビ西日本（TNC）       | フジテレビ系列 | 日曜 21:00 - 21:54 | 同時ネット |
| 佐賀県         | サガテレビ（STS）         | フジテレビ系列 | 日曜 21:00 - 21:54 | 同時ネット |
| 長崎県         | テレビ長崎（KTN）         | フジテレビ系列 | 日曜 21:00 - 21:54 | 同時ネット |
| 熊本県         | テレビくまもと（TKU）     | フジテレビ系列 | 日曜 21:00 - 21:54 | 同時ネット |
| 鹿児島県       | 鹿児島テレビ（KTS）       | フジテレビ系列 | 日曜 21:00 - 21:54 | 同時ネット |
| 沖縄県         | 沖縄テレビ（OTV）         | フジテレビ系列 | 日曜 21:00 - 21:54 | 同時ネット |

- スペシャル放送時は番組終盤6分がローカルセールス枠になる為、フジテレビ系列各局で編成の都合によりネット局は番組終盤6分前で飛び降り、またはフルネットする場合もあった。

### 月曜時代
- 番組終盤の20:54 - 21:00はローカルセールス枠のため、フジテレビ以外の通常時フルネット局でも臨時に末尾6分除く同時ネットとなる一方、通常時末尾6分除く同時ネット局でも臨時フルネットで放送する場合がある。

| 放送対象地域   | 放送局                    | 系列                                         | 放送時間（JST）              | ネット状況                   |
| -------------- | ------------------------- | -------------------------------------------- | ---------------------------- | ---------------------------- |
| 関東広域圏     | フジテレビ（CX）          | フジテレビ系列                               | 月曜 20:00 - 21:00           | 【制作局】                   |
| 秋田県         | 秋田テレビ（AKT）         | フジテレビ系列                               | 月曜 20:00 - 21:00           | フルネット                   |
| 福島県         | 福島テレビ（FTV）         | フジテレビ系列                               | 月曜 20:00 - 21:00           | フルネット                   |
| 岡山県・香川県 | 岡山放送（OHK）           | フジテレビ系列                               | 月曜 20:00 - 21:00           | フルネット                   |
| 福岡県         | テレビ西日本（TNC）       | フジテレビ系列                               | 月曜 20:00 - 21:00           | フルネット                   |
| 佐賀県         | サガテレビ（STS）         | フジテレビ系列                               | 月曜 20:00 - 21:00           | フルネット                   |
| 鹿児島県       | 鹿児島テレビ（KTS）       | フジテレビ系列                               | 月曜 20:00 - 21:00           | フルネット                   |
| 北海道         | 北海道文化放送（uhb）     | フジテレビ系列                               | 月曜 20:00 - 20:54           | 同時ネット （20:54飛び降り） |
| 岩手県         | 岩手めんこいテレビ（mit） | フジテレビ系列                               | 月曜 20:00 - 20:54           | 同時ネット （20:54飛び降り） |
| 宮城県         | 仙台放送（OX）            | フジテレビ系列                               | 月曜 20:00 - 20:54           | 同時ネット （20:54飛び降り） |
| 山形県         | さくらんぼテレビ（SAY）   | フジテレビ系列                               | 月曜 20:00 - 20:54           | 同時ネット （20:54飛び降り） |
| 新潟県         | NST新潟総合テレビ（NST）  | フジテレビ系列                               | 月曜 20:00 - 20:54           | 同時ネット （20:54飛び降り） |
| 長野県         | 長野放送（NBS）           | フジテレビ系列                               | 月曜 20:00 - 20:54           | 同時ネット （20:54飛び降り） |
| 静岡県         | テレビ静岡（SUT）         | フジテレビ系列                               | 月曜 20:00 - 20:54           | 同時ネット （20:54飛び降り） |
| 富山県         | 富山テレビ（BBT）         | フジテレビ系列                               | 月曜 20:00 - 20:54           | 同時ネット （20:54飛び降り） |
| 石川県         | 石川テレビ（ITC）         | フジテレビ系列                               | 月曜 20:00 - 20:54           | 同時ネット （20:54飛び降り） |
| 福井県         | 福井テレビ（FTB）         | フジテレビ系列                               | 月曜 20:00 - 20:54           | 同時ネット （20:54飛び降り） |
| 中京広域圏     | 東海テレビ（THK）         | フジテレビ系列                               | 月曜 20:00 - 20:54           | 同時ネット （20:54飛び降り） |
| 近畿広域圏     | 関西テレビ（KTV）         | フジテレビ系列                               | 月曜 20:00 - 20:54           | 同時ネット （20:54飛び降り） |
| 島根県・鳥取県 | さんいん中央テレビ（TSK） | フジテレビ系列                               | 月曜 20:00 - 20:54           | 同時ネット （20:54飛び降り） |
| 広島県         | テレビ新広島（tss）       | フジテレビ系列                               | 月曜 20:00 - 20:54           | 同時ネット （20:54飛び降り） |
| 愛媛県         | テレビ愛媛（EBC）         | フジテレビ系列                               | 月曜 20:00 - 20:54           | 同時ネット （20:54飛び降り） |
| 高知県         | 高知さんさんテレビ（KSS） | フジテレビ系列                               | 月曜 20:00 - 20:54           | 同時ネット （20:54飛び降り） |
| 長崎県         | テレビ長崎（KTN）         | フジテレビ系列                               | 月曜 20:00 - 20:54           | 同時ネット （20:54飛び降り） |
| 熊本県         | テレビくまもと（TKU）     | フジテレビ系列                               | 月曜 20:00 - 20:54           | 同時ネット （20:54飛び降り） |
| 宮崎県         | テレビ宮崎（UMK）         | フジテレビ系列 日本テレビ系列 テレビ朝日系列 | 月曜 20:00 - 20:54           | 同時ネット （20:54飛び降り） |
| 沖縄県         | 沖縄テレビ（OTV）         | フジテレビ系列                               | 月曜 20:00 - 20:54           | 同時ネット （20:54飛び降り） |
| 青森県         | 青森朝日放送（ABA）       | テレビ朝日系列                               | 日曜 0:00 - 1:00（土曜深夜） | 遅れネット                   |

## スタッフ
- ナレーター：小野寺一歩、島田彩夏（フジテレビアナウンサー）【毎週】、小津ミワ、富永ひいろ【週替り】
- 構成：大井洋一、堀雅人、長谷川優、デーブ八坂、安田聡太、水野圭祐、松下太志朗、大澤悠平（安田→2024年10月28日 - 、デーブ・水野→2024年11月4日 - 、松下・大澤→2023年9月4日 - ）
- TP：真崎晋哉（フジテレビ）
- TM：鈴木達雄
- SW：藤本敏行、藤本伸一【週替り】
- CAM：宮崎健司
- VE：高橋正直
- AUD：松本良道
- LD：安藤雄郎、藤沢勝【週替り】
- 編集：齋藤紗矢加
- MA：中村美来
- 音効：石川良則（一時離脱→復帰）、沢井隆志【週替り】
- CG：神保聡（フジテレビ／フジアール）、木本禎子【毎週】・佐藤宏美（共にフジテレビ、木本・佐藤→一時離脱→復帰）、筒井遼真（筒井→2023年4月17日 - ）、株式会社TECH CRATIVE WORKS【週替り】
- CGl：和田真弥（2022年6月5日 - ）
- 美術制作：三竹寛典（フジテレビ／フジアール、以前は美術プロデューサー）
- 美術デザイン：鈴木賢太・杉山宏樹（フジテレビ／フジアール、杉山→2024年11月25日 - ）
- アートコーディネーター：三上貴子（フジアール）
- 大道具：山本和成
- 大道具操作：酒井孝一
- アクリル：伊藤幸枝
- 装飾：百瀬貴弥
- 特殊装置：藤村香那
- 衣装：幸松里奈
- メイク：山田かつら
- タイトルデザイン：平原洋輔、岡野江里子
- 技術協力：ニユーテレス、fmt、マルチバックス
- イラスト：江原ノブヒロ、晴れ隆雄（江原・晴れ→2023年1月29日 - ）、グレートインターナショナル、テクノカットスタジオ（グレート・テクノ→2023年3月 - ）、榎本よしたか【週替り】
- 問題監修：本田辰也（テレビの校正社）【毎週】、絵画教室ルカノーズ、株式会社ジャクパ ほか
- リサーチ：林裕一（2023年4月17日 - ）、原口雄多、VISPO【週替り】
- 制作協力：FCC、イースト（旧イースト・ファクトリー）
- TK：江野澤郁子【毎週】、水越理恵【週替り】
- デスク：弦牧和子、隅田真衣（隅田→2024年6月3日 - ）
- 広報：津田絢子（フジテレビ）
- 編成：加藤愛理（フジテレビ）
- AD：井佐子千晴、竹ノ内悠紀、森田莉緒（森田→一時離脱→復帰）
- FD：速水佐奈（以前はAD→一時離脱→復帰）
- AP：萩森彩華（2024年4月15日 - ）、藤田朱里（2025年5月12日 - ）【週替り】
- ディレクター：大塚英二、木島雄大、大村岳大、白石宗之、大野剛史、根来昭人、岡山薫、許斐康公(剛)、佐々木未来（EAST-F→EAST、一時離脱→復帰）、平賀知博、田口澪（田口→以前はAD→FD）、榛澤祥希、宮松慶旭、堀田大輔、渡部修平、本多慎太郎、萩原正雄、浅川拓哉、秋山将慶、高山倖典、小木曽克典、三上昭人、内田葵（本多→以前は週替りAD）【週替り】
- プロデューサー：和田健（フジテレビ、2024年8月26日 - ）、加藤大・鈴木裕奈（FCC、2025年5月12日 - ）、宮崎孝幸（ステイ）、屋我伸也（EAST-F→EAST、以前はAP）、吉川なるみ（ガスコイン・カンパニー）、長﨑麻衣
- 演出/ディレクター：北山拓・米田唯一（フジテレビ）、広瀬陽一（ピコパンチ）、新井田洋（EAST-F→EAST）、松本泰治（LINGUS、一時離脱→復帰）、白木騎士【週替り】
- 企画・プロデュース：日置祐貴（フジテレビ、2024年8月26日 - 、以前は総合演出）
- 総合演出：鈴木一休（FCC、2024年8月26日 - 、以前は演出）
- チーフプロデューサー：島本亮（フジテレビ）
- 制作：フジテレビスタジオ戦略本部第三スタジオ（以前は編成制作局制作センター第二制作室→編成制作局バラエティー制作センター→編成総局バラエティ制作局バラエティ制作センター）
- 制作著作：フジテレビ

### 過去のスタッフ
- 構成︰浅井哲郎、安齋友朗、上野優人、大西右人（浅井→2023年3月19日 - 2024年10月）
- 装飾：門間誠
- 特殊装置：東京特殊効果、日下信二
- 特殊効果︰菅谷守（以前は特殊装置）
- 編集：木村雅史、大島洋介、棚辺由香子
- MA：鈴木久美子、石塚翔子
- 技術協力︰Eno STUDIO、casinodrive、バンエイト、IMAGICA Lab.
- 問題監修︰志賀一也、中里太一（東都ゼミナール）、石井知哉（School Post）、伊丹龍義（SRP教育研究所）
- special thanks：神原孝（FCC、2022年9月 - 2024年10月）
- SNS：小島美一
- 振り付け：カーニバル三浦（2022年9月 - ）、パワーパフボーイズ
- デスク：栗田美奈子
- 広報：河野舞子（フジテレビ）
- AD︰和田紗果、堤啓太（フジテレビ）、東郷紅吏、長谷川夏海、穴山穂香、戸田楓大
- AP：小野仁美（2023年4月17日 - ）
- FD：木村浩輝（2022年5月15日 - 2023年3月）、陶山春花（フジテレビ、以前はAD）
- ディレクター：堀正義（EAST-F）、井上美由、城山海周（フジテレビ）、日向亜紗樹（EAST-F）、三浦大輝(貴)、横田裕昌（quon）
- 演出/ディレクター：藤原将人、大橋圭史（EAST-F）【週替り】
- プロデューサー︰鈴木康祝・阿見たか子（共にEAST-F）、太田秀司・二宮幸平（共にフジテレビ、二宮→2024年2月19日 -）、神保健一（FCC）

## トピックス

### 他番組との類似性に関する問題
番組が始まった当初、その内容が『めちゃ×2イケてるッ!』の企画「抜き打ちテスト」との類似性を指摘され、同企画にて担任役（本番組における田中卓志の役割）を務めた岡村隆史（ナインティナイン）が2022年5月12日に放送された『ナインティナインのオールナイトニッポン』内にて、本番組に対する批判を行っている。一方で、岡村と同じく『めちゃイケ』のレギュラーメンバーであった濱口優（よゐこ）は、YouTube『貴ちゃんねるず』での石橋貴明（とんねるず）の直撃に対し、「僕はまったく（パクリと）思ってないですよ」と中立的な立場を示し企画の類似性に対して「そんなん普通」と話した他、同動画で聞き手を務めた石橋は岡村の発言に対して、岡村が司会を務めていた『もてもてナインティナイン』の企画『ナイナイのお見合い大作戦!』も自身が出演していた『ねるとん紅鯨団』に類似していることを挙げ、反論した。
『めちゃイケ』の総監督を務めた片岡飛鳥は、週刊文春の取材に対して「組織の問題」と説明し、企画の類似性には「何かの模倣から独創を生むために足掻く時間があって、そこから先はそれぞれの志次第で変わっていく」と、田中やスタッフには「罪はない」と擁護するコメントをしている。